# Sigaretta

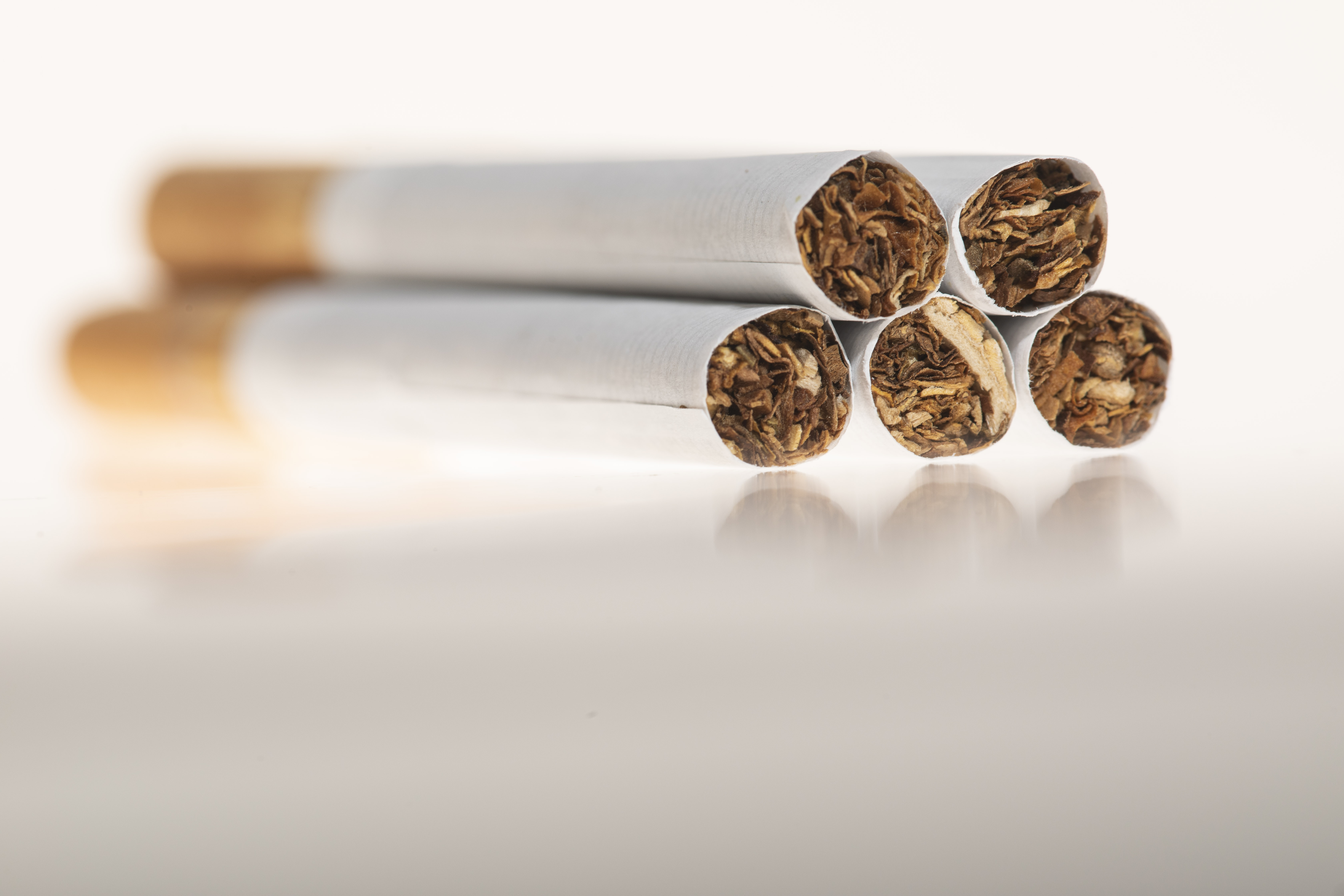
Cinque sigarette con filtro

La sigaretta è un cilindro cartaceo contenente foglie di tabacco tritate e lavorate, confezionata con lo scopo di essere fumata: viene accesa tramite una fiamma a un'estremità e ne viene inalato il fumo prodotto dalla sua combustione dall'altra estremità.

## Descrizione
Per sigaretta si intende in genere un cilindro di tabacco avvolto in una cartina, con o senza filtro, ma la sigaretta non sempre o non solo avvolge il tabacco: può contenere altri prodotti vegetali, tra cui sostanze psicotrope come le infiorescenze di cannabis, chiodi di garofano come l'indonesiana kretek, ed altro ancora, come le sigarette a base di mais, nonché diverse spezie ed erbe aromatiche come menta e cannella. Oppure, come nel caso del bidi indiano, può contenere tabacco ma essere avvolta da una sostanza diversa dalla carta. 
La sigaretta è un oggetto di consumo molto diffuso in alcune culture, nonostante i danni noti derivanti dalla dipendenza (tabagismo) e dall'assunzione diretta o indiretta del fumo, anche da parte di soggetti astanti e non fumatori. Il fumo di sigaretta è il metodo più comune di assunzione della nicotina, il componente psicoattivo del tabacco. Il fumo può essere attivo (di prima mano, cioè di chi fuma), passivo (chi "respira" il fumo sia al chiuso che all'aperto, ovvero di seconda mano) e quello di terza mano, quando l'odore rimane sulle pareti, sui vestiti, ecc.
La sigaretta in uso in occidente è generalmente composta di foglie di tabacco essiccato e finemente tritato (trinciato) e di tabacco ricostituito, spesso mischiato con altri additivi, arrotolate o pressate in un cilindro di carta arrotolata di varie fogge, solitamente di 80 o 100 mm di lunghezza e 10 mm di diametro. Uno dei lati della sigaretta viene acceso e brucia lentamente senza fiamma permettendo di inalare il suo fumo dall'altro lato dove può essere posto un filtro, che il fumatore porta alla bocca. Talvolta le sigarette vengono fumate attraverso un bocchino.
La sigaretta si differenzia dal sigaro per le sue dimensioni inferiori, per il diverso trattamento a cui sono sottoposte le foglie di tabacco che la compongono, per la carta di colore bianco che la avvolge. L'involucro dei sigari viene generalmente creato arrotolando foglie di tabacco intere.
La nicotina, il principale componente attivo a livello neurologico della sigaretta, provoca una forte dipendenza nel soggetto che la consuma, stimolando il "sistema di ricompensa" del cervello.
Il fumo di sigaretta è considerato causa di gravi e irreversibili danni alla salute e fattore favorente l'insorgere di patologie a carico dell'apparato respiratorio, dell'apparato cardio-vascolare, nonché lo sviluppo di tumori e di danni sia di salute che estetici, come l'invecchiamento cutaneo e cellulare precoce o accelerato e incanutimento (imbiancamento o ingrigimento) e perdita dei capelli, e tra i danni psicologici e mentali vi è anche l'abbassamento del quoziente intellettivo. Studi hanno dimostrato che l'assunzione di fumo attraverso la sigaretta è più pericolosa per l'organismo rispetto all'assunzione tramite pipa o sigaro, in quanto nell'atto del consumo la quantità inalata è superiore, e i prodotti di combustione della carta aggiungono ulteriori componenti tossici, anche se alcuni tumori del cavo orale sono specifici delle ultime due modalità.
Il consumo del fumo provocato dalle sigarette in maniera attiva o passiva provoca secondo alcune stime più di 440 000 morti ogni anno soltanto negli Stati Uniti. Un ulteriore studio oltre a confermare una correlazione diretta tra numero di sigarette fumate e insorgenze tumorali, ha evidenziato l'insorgere di mutazioni genetiche nelle cellule polmonari.

## Storia

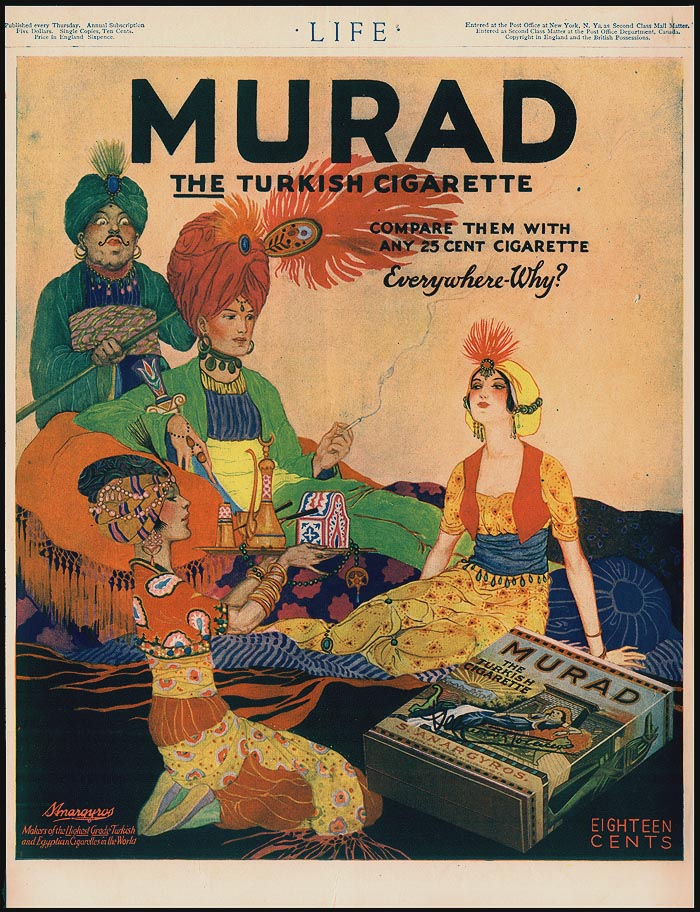
Pubblicità del 1918 delle sigarette turche Murad

La nascita della sigaretta è controversa. Fu, forse, inventata dai soldati musulmani che, durante l'assedio di San Giovanni d'Acri (nell'odierna Palestina) del 1831-1832, pare sostituissero al narghilè i tubetti di carta svuotati della polvere da sparo con del tabacco sminuzzato manualmente. Altri ne attribuiscono l'invenzione ad alcuni soldati inglesi, sbarcati sempre a San Giovanni d'Acri nel 1840 in seguito all'azione militare contro l'Egitto. Costoro, privi di pipe e di tabacco, fabbricarono speciali sigarette ricorrendo a foglie di tè arrotolate.
L'arrivo nel mondo moderno, non tanto della sigaretta quanto dell'uso di inalare il fumo prodotto dalla combustione delle foglie di tabacco, avvenne il 28 novembre 1587 quando Raleigh portò in Gran Bretagna, allora sotto il regno di Elisabetta I, delle foglie di tabacco e altri vegetali provenienti dalle terre adiacenti al fiume Orinoco.
Nel 1885 James Buchanan Duke iniziò la produzione industriale e la commercializzazione delle moderne sigarette.

## Tipologia

Composizione di una sigaretta:
1. Uscita del fumo principale
2. Materiale filtrante (carbone attivo ed altri)
3. Adesivo
4. Fori di ventilazione (non sempre presenti)
5. Inchiostro
6. Adesivo
7. Uscita del fumo secondaria
8. Filtro
9. Carta del filtro
10. Tabacco e additivi
11. Carta
12. Punto di combustione e ceneri

Esistono principalmente i seguenti tipi di sigaretta:
- preconfezionata meccanicamente in una catena di montaggio;
- confezionata manualmente;
- confezionate manualmente tramite ausili.

In tutti i casi si possono avere sigarette confezionate con o senza filtro.
La sigaretta "preconfezionata" è prodotta con:
- tabacco essiccato e tagliato in fini strisce di un millimetro di spessore, trattato con sostanze che cambiano a seconda della casa produttrice;
- della carta composta di cellulosa che può contenere additivi che ne assicurano il candore, migliorano la comparizione della cenere e garantiscono una combustione uniforme anche se la sigaretta non viene aspirata;
- un filtro solitamente fabbricato con acetato di cellulosa, una sostanza sintetica di consistenza fibrosa, che ferma meccanicamente una piccola quantità di composti dannosi.

Nel caso di sigarette senza filtro il cilindro di tabacco e la cartina sono gli unici componenti della sigaretta.
La sigaretta prodotta manualmente contiene:
- un tabacco tagliato in fili molto fini (0,5 - 0,3 mm) trattato (o meno) con sostanze che variano a seconda della casa produttrice e mantenuto umido;
- una cartina con una piccola banda ricoperta di colla;
- un filtro che può essere prodotto industrialmente o prodotto artigianalmente dallo stesso fumatore.

Anche questa sigaretta può essere manufatta senza filtro.
Ci sono tre forme di confezionamento manuale di una sigaretta:
- Normale
- "A bandiera"

Questo metodo per esperti consente di eliminare una parte della cartina per evitare di fumare troppa carta. La parte di cartina eliminata è detta, appunto, "bandiera".
- "Senza colla"

Questo metodo per esperti consente di eliminare la parte della cartina con la colla. Inizialmente il processo è uguale a quello "normale", tuttavia, al posto di leccare la colla, con le labbra inumidite si strappa la cartina (ovviamente la parte con la colla) partendo dal filtro. La parte strappata e inumidita risulterà dentellata in modo irregolare: questo permette che si attacchi anche se priva di colla.

## Confezione
Per il trasporto della sigaretta esistono diversi tipi di contenitori:
- Carta: risulta il materiale più comune e generalmente utilizzato per i pacchetti/astucci dalla forma rettangolare e spessa, con due o più file di sigarette, ma esistono anche le scatole.
- Metallici: sono contenitori più rigidi, generalmente quadrati e piatti
- Metallici con rollatore: differiscono dai modelli base per il fatto di essere tendenzialmente più spessi e per la presenza di un rollatore, che permette di creare la sigaretta all'istante, per questo motivo oltre a poter contenere sia sigarette già pronte possono contenere gli elementi che la compongono.

Ogni tipo di confezione può essere personalizzata o prodotta con effigi particolari o commemorative dalla ditta produttrice di tabacco o da produttori del settore.

## Il fumo di sigaretta

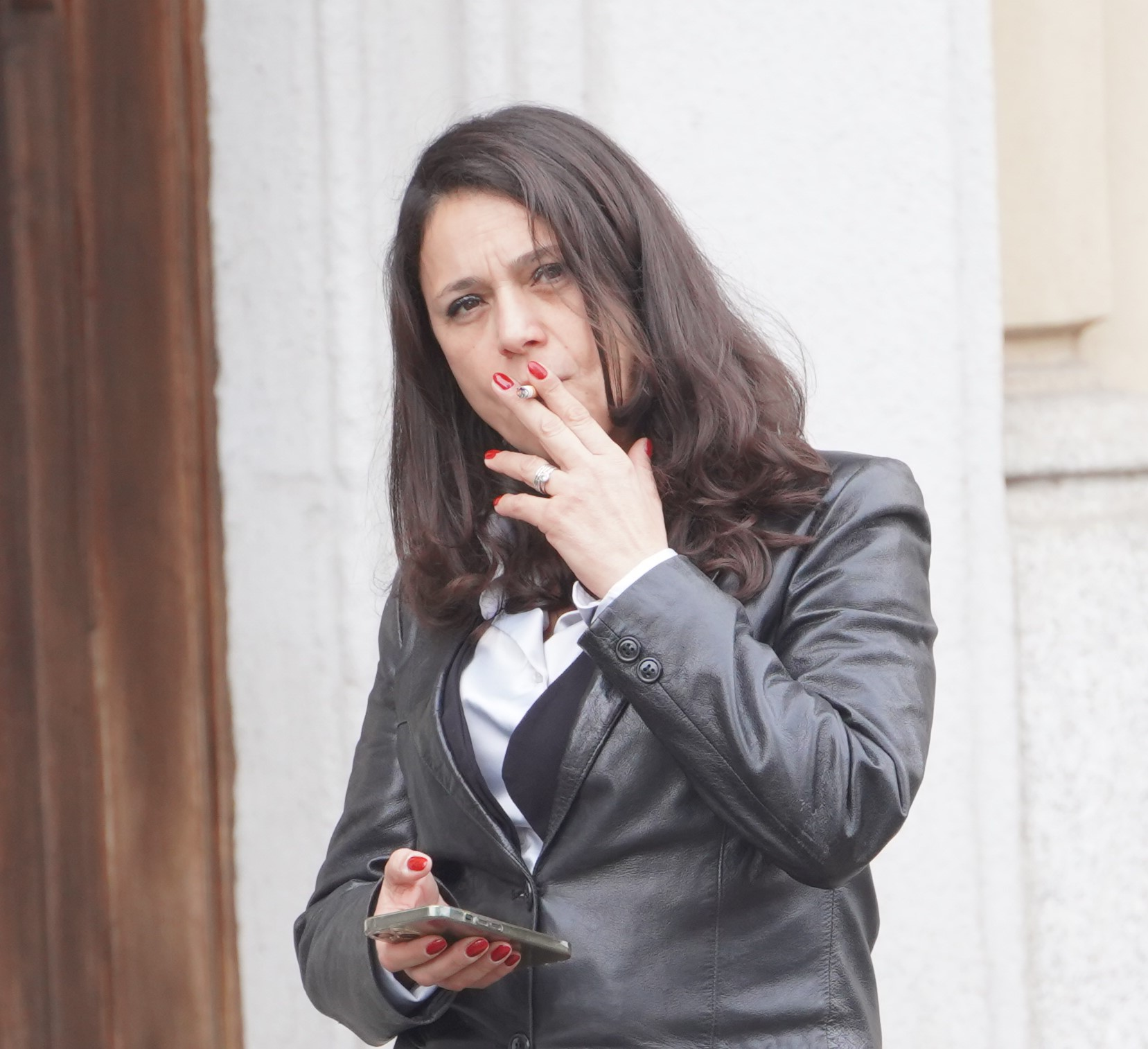
Una donna fuma una sigaretta

Il fumo di sigaretta (e generalmente di tabacco), è una miscela di gas (87%), vapore (5%) e particelle solide sospese (8%).
Il fumo derivante dalla combustione di una sigaretta contiene oltre 4 000 composti. Circa 3 900 di queste sostanze sono gravemente dannose per gli organismi viventi.. In generale comunque, il prodotto della maggior parte delle combustioni in carenza di ossigeno, atte a generare particolato incombusto o fumo, contengono composti dannosi per la salute.

### Epidemiologia del fumo
Negli ultimi anni nei paesi più progrediti, i consumatori del fumo di sigaretta sono diminuiti, a seguito delle notizie riportate dal Surgeon General nel 1964, di correlazione fra fumo e danno alla salute. La riduzione non fu poi così drastica: nel 2003, ad esempio, negli USA il 22% degli uomini fumava regolarmente sigarette., e anche se nel 2004 il Surgeon General ha evidenziato nuovi pericoli aggiuntivi per chi fa uso abitualmente di sigarette, il numero di consumatori non è diminuito ulteriormente. In Italia tra il 2006 e il 2007 il numero complessivo di fumatori è leggermente aumentato. Il sesso maschile prevale e per quanto riguarda l'età iniziale si attesta intorno alla prima decade, e più del 30% dei fumatori inizia prima del raggiungimento della maggiore età. Per quanto riguarda il sesso femminile comporta il 17% di tutti i decessi negli USA, il fumo in generale avendo effetti anti-estrogenici comporta nella donna cambiamenti ormonali come l'anticipazione della menopausa.

### Tossicologia del fumo

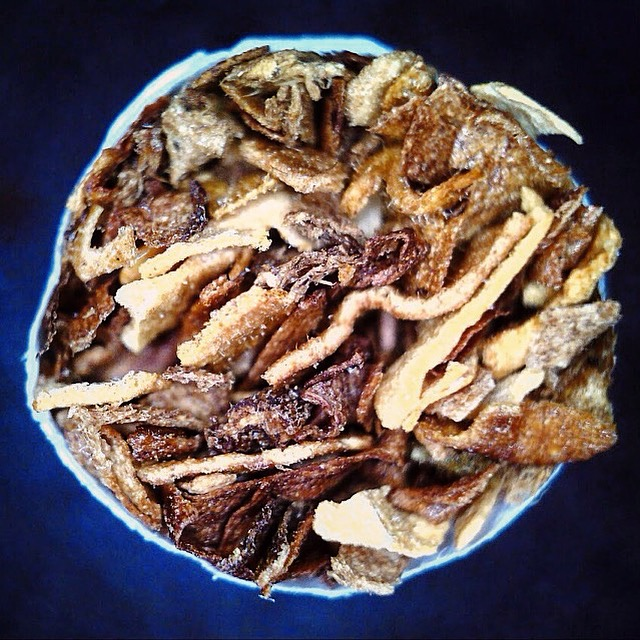
Sigaretta al microscopio.

La maggior parte delle sostanze tossiche e potenzialmente cancerogene prodotte nella combustione di una sigaretta è contenuta nel residuo del fumo ottenuto per allontanamento dell'acqua e della nicotina. Le sostanze nocive del fumo che possono danneggiare direttamente l'apparato respiratorio, irritare e predisporre a danni ulteriori, ma anche indirettamente il resto dell'organismo, sono essenzialmente prodotti della combustione incompleta di tabacco e carta, e sostanze volatilizzate per la relativamente elevata temperatura che ne consegue:
- catrame
- composti organici volatili (VOC), tra cui il cancerogeno benzene;
- idrocarburi policiclici aromatici (IPA), provenienti dalla combustione sia della carta sia del tabacco;
- particolato, e principalmente
  - particolato carbonioso, anch'essi derivanti dalla combustione incompleta;
- nicotina, contenuta nelle foglie della pianta del tabacco e volatilizzata col calore;
- monossido di carbonio, prodotto dalla combustione incompleta;
- sostanze irritanti,
  - in primo luogo le aldeidi (acroleina, acetaldeide), conseguenti ad una combustione incompleta ma a maggior livello d'ossidazione;
  - e a seguire acidi organici carbossilici (acido formico), fenoli (fenolo, cresoli),
  - ammine e ammoniaca,
  - idrocarburi non aromatici di vari tipi (principalmente alcani C12-C15) che contribuiscono a intaccare lo strato lipidico protettivo di organi e cellule, predisponendo all'aggressione di altri composti;
- altre sostanze ossidanti.

#### Radicali liberi e ossidanti
È misurabile la formazione di radicali liberi e ossidanti di ossigeno o carbonio durante la combustione della sigaretta. Questi radicali sono a "a vita lunga", con un tempo di vita alla temperatura del fumo inferiore al secondo, che quindi terminano le loro reazioni mentre fluiscono attraverso la lunghezza della sigaretta, prima di arrivare al polmone del fumatore. Il principale di questi è il complesso chinone-idrochinone, che riduce l'ossigeno molecolare a anione superossido, perossido di idrogeno e radicale idrossilico. Queste reazioni sono ostacolate se interviene la superossido dismutasi, una metalloproteina che catalizza la dismutazione del radicale superossido in ossigeno singoletto.
Nella fase aeriforme, invece, si dimostra la formazione di un secondo tipo di radicali alchilici e carbossilici, molto più reattivi e a vita breve, pari a qualche frazione di secondo. Questi radicali si rilevano in alte concentrazioni nel fumo sia con la condensazione del fumo a temperature molto basse, che a temperatura ambiente con lo spettroscopia EPR, se questi radicali sono stati intrappolati da composti più stabili (spin trapping e chemiluminscenza) che li rendono misurabili dopo 1 000-1 200 secondi. La dinamica di questi radicali è stata correlata al biossido di azoto, molto reattivo con le specie chimiche presenti nella sigaretta, in particolare con i dieni (come l'isoprene) per formare radicali alchilici.
Una sigaretta brucia tra i 25 e i 30 mg di acido ascorbico. Un picco nella produzione di radicali liberi e ossidanti avviene nei primi minuti di combustione. Con la tecnica della chemiluminescenza, si è verificato che questo primo picco è ridotto in modo importante dalla acetilcisteina e l'erdosteina, e ancora di più il derivato glutatione; con la stessa tecnica è stato evidenziato per la prima volta un secondo picco più significativo, dopo 12-14 minuti, che scompare con l'aggiunta alla sigaretta di antiossidanti quali sodio selenito, vitamina C oppure A/C/E, e si riduce debolmente con acido urico, nell'impossibilità di portarli in dosi adeguate direttamente al polmone.
L'assunzione alimentare di resveratrolo sembra ridurre drasticamente i sintomi dell'ostruzione delle vie aeree nei fumatori e nei malati cronici, non la permanenza di sostanze tossiche nei polmoni. Se il fumo è tra le possibili cause di un aumento dei globuli rossi nel sangue (policitemia, percentuale in volume), l'alcol determina una minore produzione del numero di globuli fino a condizioni di anemia.

#### Nicotina

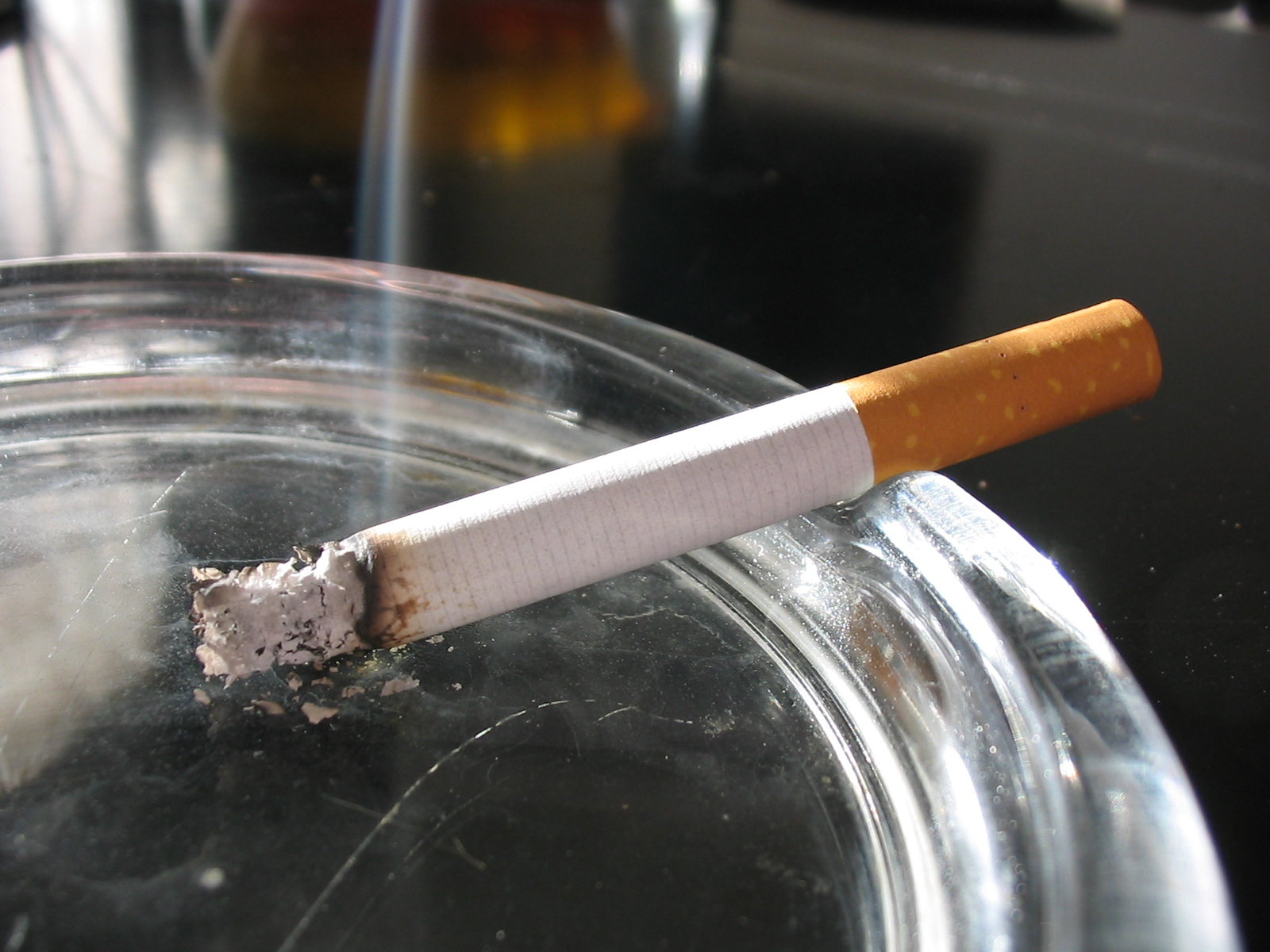
Sigaretta durante la combustione.

La nicotina è uno dei principali componenti del tabacco, cui conferisce aroma e sapore; viene per la maggior parte eliminata nell'aria, mentre una piccola quantità arriva ai polmoni, dai quali viene parzialmente assorbita, generalmente in ragione da un quindicesimo ad un ventesimo della quantità di nicotina presente nel fumo inspirato, per un totale compreso tra 1 e 2 milligrammi per ogni sigaretta fumata. Provoca l'aumento della pressione del sangue, l'aumento delle contrazioni del cuore e produce contrazioni dei vasi sanguigni periferici; è inoltre l'agente che più di ogni altro porta al fumatore dipendenza ed assuefazione.

#### Monossido di carbonio
Il monossido di carbonio è un gas tossico che interferisce con il trasporto dell'ossigeno da parte del sangue e con il suo utilizzo a livello cellulare.

#### Idrocarburi policiclici aromatici
Gli idrocarburi policiclici aromatici prodotti dalla combustione della sigaretta, contribuiscono al danno genomico, aumentano notevolmente il rischio di insorgenza dei principali tumori dell'apparato respiratorio, dell'apparato digerente e di diverse altre patologie tumorali.

### Patologie correlate

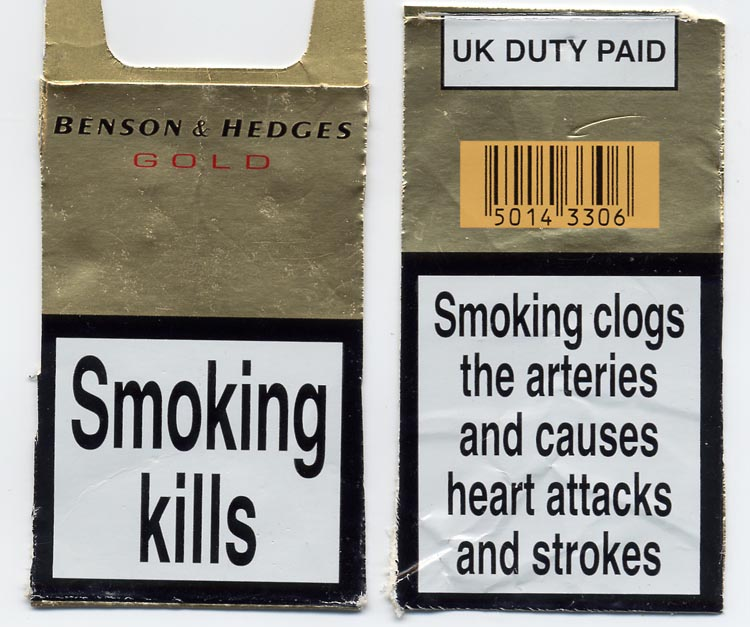
Avvertenze sui rischi per la salute riportate su un pacchetto di sigarette.

Il consumo abituale di sigarette è fattore di incremento del rischio dell'insorgenza di una serie di patologie che possono avere esito mortale per il soggetto, raggruppabili in tre sottospecie: cardiopatie, malattie respiratorie e comparse di masse tumorali:
- Il fumo aumenta la pressione delle arterie, causa aterosclerosi, ostacolando la circolazione del sangue nei vasi e aumentando il rischio di infarto e di ictus.
- Broncopneumopatia cronica ostruttiva, la quarta causa di morte nel mondo più civilizzato[29], un'ostruzione delle vie respiratorie, il cui sintomo premonitore è una tosse continua.[30]
- Carcinoma polmonare, negli USA nel 2005 considerato come il 13% di tutti i tumori, mentre in Italia è considerato la prima causa di morte per manifestazione tumorale, con 32 000 morti nel 2002.[31]
- Carcinoma della bocca, di cui rappresenta la prima causa in assoluto, assieme all'abuso di alcolici, abitudine che spesso si accompagna al fumo[32].
- Carcinoma endometriale, soprattutto nelle donne in stato di postmenopausa.[33]
- Carcinoma gastrico, per cui viene considerato il più alto fattore di rischio.[34]
- Polmonite interstiziale desquamativa[35]
- Infarto miocardico acuto, nelle donne il rischio è aumentato da 6 a 9 volte.[23]
- Ictus[36]
- Bronchiolite respiratoria con interstiziopatia[37]
- Malattia di Buerger, una forma di trombosi più diffusa nel continente Asiatico, se la persona continua il consumo abituale delle sigarette può rendersi necessario l'amputazione dell'arto interessato.[38]
- Malattia di Legg-Perthes: fumare durante la gravidanza aumenta il rischio di incidenza nei nascituri.[39]

In alcuni Paesi, come l'Italia, i produttori sono tenuti a inserire nei pacchetti di sigarette messaggi sulla pericolosità del fumo per la salute. In altri Paesi, i produttori provvedono a farlo volontariamente. Queste informazioni escludono la responsabilità dei produttori per le malattie causate dal fumo attivo, e la possibilità di richieste di risarcimento danni.

### Fumo passivo
Il fumo passivo viene inteso come l'involontaria assunzione del fumo da parte di soggetti non fumatori, le persone più esposte risultano i bambini (60% negli USA), ritenuto pericoloso nello sviluppo di malattie croniche.

### Dipendenza e sospensione dal fumo

Grafico comparativo sugli effetti negativi, in termini di dipendenza e danni fisici, tra varie sostanze. Il tabacco si trova nella classe intermedia, insieme ad alcoli e benzodiazepine.
Fonte: The Lancet

Il tabacco, e in particolar modo la nicotina in esso contenuta, possono creare dipendenza. L'esistenza di un'astinenza da nicotina fu ipotizzata per la prima volta nel 1942, ma fu scientificamente provata dagli studi sul tabacco effettuati tra il 1961 e il 1975 dai dottori Herbert Silvette e Paul Larson.
In un primo momento vi erano dubbi che i sintomi della dipendenza fossero inconsistenti e di origine psicologica, e solo alla fine degli anni settanta si parlò di una vera e propria sindrome di astinenza da nicotina..
L'approccio iniziale favorì la credenza che l'assunzione di nicotina non comportasse né tossicodipendenza né tumori, e in questo contesto si inserirono le campagne di disinformazione da parte delle industrie delle sigarette, che cercarono per decenni di nascondere i rischi mortali derivanti dal fumo.
Un indicatore per comprendere la dipendenza del soggetto alla nicotina è il semplice cercare di ritardare la cosiddetta "prima sigaretta della giornata", spesso si va incontro all'astinenza da fumo, e la persona cerca aiuto non riuscendo a smettere autonomamente.
Occorre distinguere comunque tra dipendenza fisica e dipendenza psicologica. La nicotina o anche la sigaretta nella sua interezza (ad esempio il gesto stesso di fumare o di tenere la sigaretta tra le dita) possono generarle entrambe. La dipendenza dalla sigaretta può variare molto da soggetto a soggetto, comunque in genere si ha una diminuzione o scomparsa dei sintomi della dipendenza fisica entro una decina di giorni dall'ultima sigaretta, mentre la dipendenza psicologica può durare anche per mesi, anni o non scomparire mai del tutto.
Alcune ricerche metterebbero in risalto l'estrema difficoltà, per i soggetti che ci provano, a smettere completamente di fumare: meno del 7% di chi non usufruisce di alcun supporto farmacologico e/o medico-psicologico non avrebbe ricominciato a fumare a distanza di un anno. Più recentemente si è ricorso anche all'ipnosi, all'agopuntura, ai farmaci a base di nicotina e al bupropione. Nell'ipnosi il terapeuta trasmette messaggi al paziente, immerso in uno stato di coscienza basso, che potrebbero rinforzare la sospensione al fumo; invece l'agopuntura sfrutta il metodo di terapia auricolare; i prodotti a base di nicotina, siano essi cerotti, gomme da masticare o spray, tendono a spezzare il circolo della dipendenza fisica; il bupropione, infine, produce avversione al fumo.

## Impatto sull'ambiente

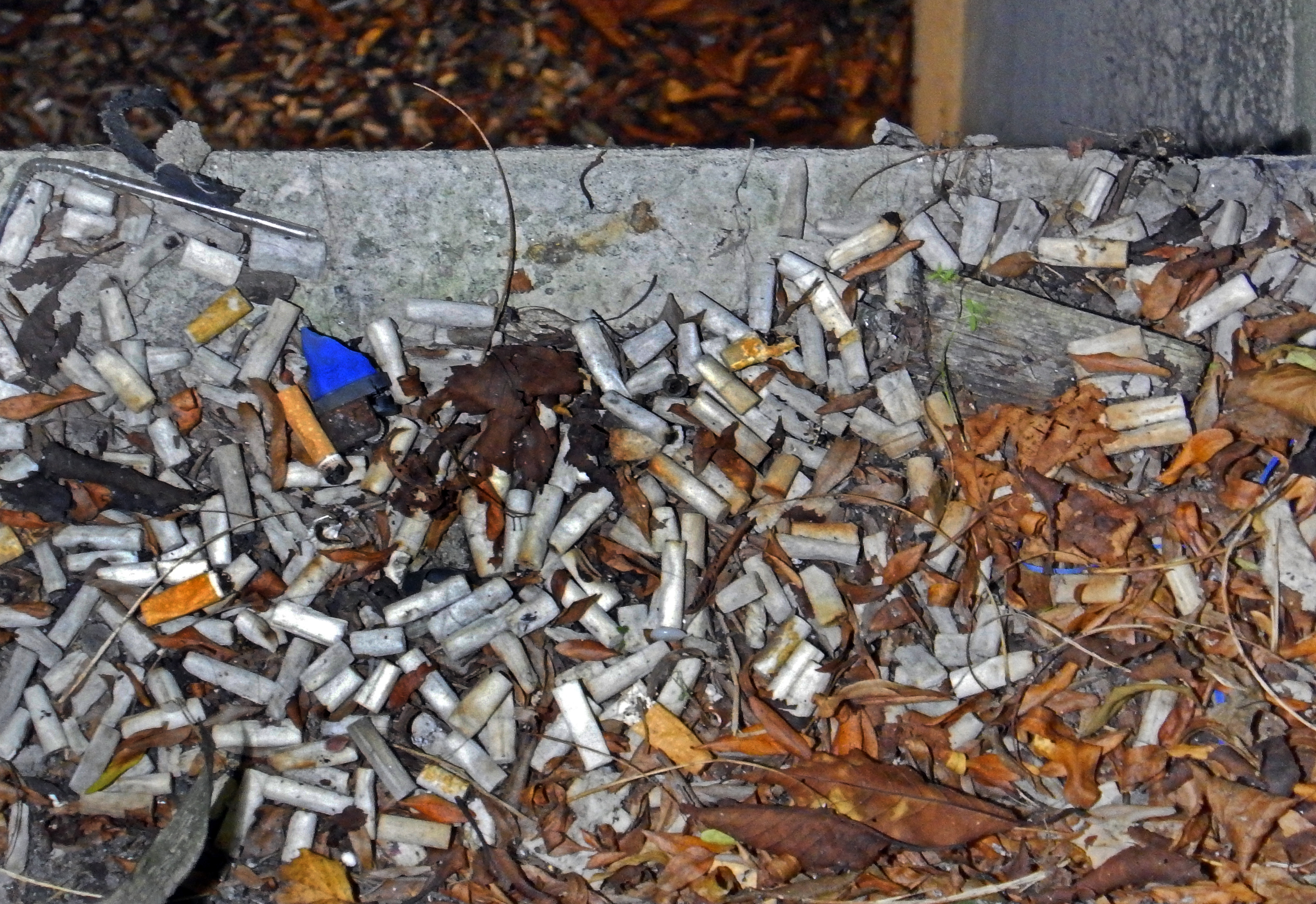
Mozziconi di sigarette nei pressi di un ufficio.

Ogni anno vengono tagliati 2,5 milioni di ettari di foresta per produrre il tabacco necessario alla produzione di sigarette. Secondo l'Organizzazione mondiale della sanità, il 5% del disboscamento nei Paesi in via di sviluppo è dovuto al tabacco oltre ad avere un forte impatto ambientale anche in termini di pesticidi, antiparassitari e fertilizzanti usati. La combustione del tabacco produce più di 4500 sostanze chimiche velenose per l'ambiente. Ogni anno nel mondo i mozziconi gettati via sono circa 4,5 migliaia di miliardi che in tutto contengono circa 7.800 tonnellate di agenti chimici pericolosi. 2 milioni di tonnellate di carta, fogli, inchiostri e colla utilizzati per l’imballaggio delle sigarette pesano sul carico di lavoro per i sistemi di smaltimento e riciclo dei rifiuti. Con la pioggia parti di sigaretta lasciate nell'ambiente arrivano nelle fognature fino a fiumi e mari danneggiando flora e fauna. Ogni anno si producono circa 6000 miliardi di sigarette che, secondo un rapporto dell’Imperial College di Londra, sono responsabili dello 0,2% delle emissioni globali di anidride carbonica. Il 90% dei filtri delle sigarette è prodotto con acetato di cellulosa che quando viene disperso nell’ambiente può impiegare più di un decennio a decomporsi. L'Anglia Ruskin University ha scoperto che i mozziconi ostacolano la crescita del trifoglio e dell’erba. Le sigarette sono anche una fonte d’impoverimento per i consumatori.

### Riutilizzo dei mozziconi
Il Royal Melbourne Institute of Technology ha sviluppato un progetto per riciclare le cicche per realizzare parte di un nuovo tipo di mattoni.
Una società di Ravenna dal 2020 ha sviluppato un progetto di conversione dei mozziconi per ricavare energia (biogas e biometano) e materiali industriali.
A Capannori è stato inventato un metodo (con l'Università di Pisa) che prevede il recupero ed il riciclo delle cicche di sigaretta in substrato per coltivazione e biocarburante.
In Canada si usano i mozziconi per creare pellet di plastica.
I mozziconi vengono anche usati in varie parti del mondo per creare diversi tipi di oggetti: vestiti, posaceneri, carte da gioco, pettini, spazzolini da denti, panchine.

## Rischi di incendio

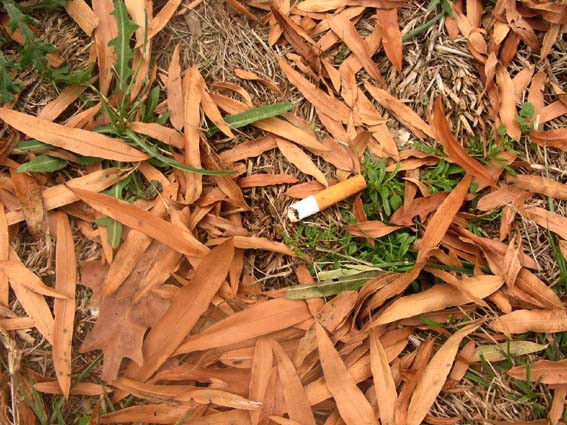
Mozzicone di sigaretta gettato sulla vegetazione a Washington

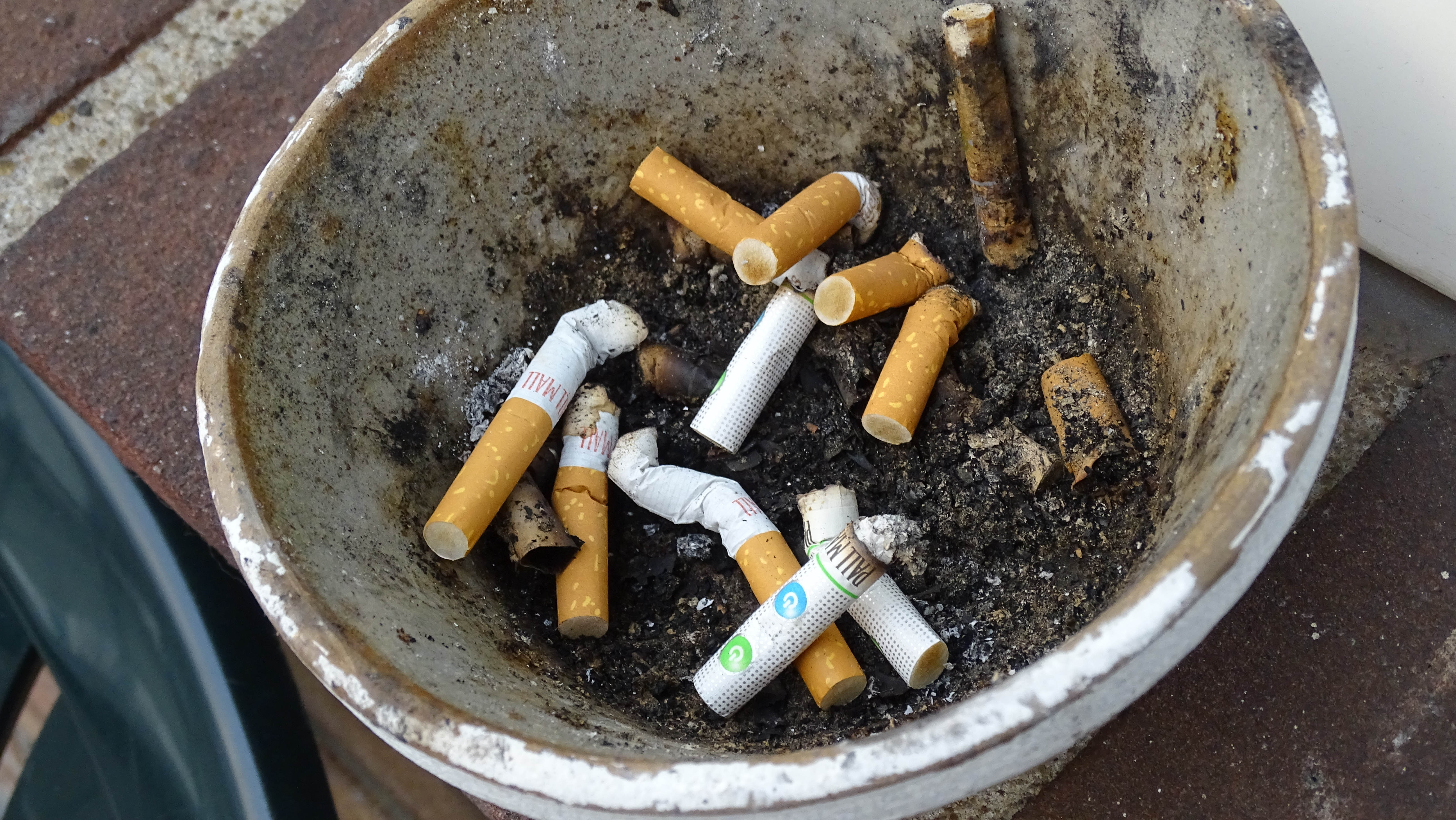
Posacenere con mozziconi di sigaretta

### Stati Uniti
Nel 1929, un incendio acceso da una sigaretta a Lowell attirò l'attenzione della deputata statunitense Edith Nourse Rogers; chiese al National Bureau of Standards (ora National Institute of Standards and Technology (NIST)) di sviluppare la prima sigaretta meno incline al fuoco, che NBS introdusse nel 1932. Il Boston Herald American coprì la storia, notando che dopo tre anni di ricerca la NBS aveva sviluppato una sigaretta "auto-spegnente" e aveva suggerito che i produttori di sigarette "accettassero l'idea". Nessuno lo fece.
Nel 1973, il Congresso degli Stati Uniti istituì la Consumer Product Safety Commission(CPSC) per proteggere il pubblico dai prodotti pericolosi. Il Congresso ha escluso i prodotti del tabacco dalla sua giurisdizione assegnandogli la responsabilità per i tessuti infiammabili.
Il membro del Congresso del Massachusetts Joe Moakley ha introdotto la legislazione federale FSC (per sigarette che non provocano incendi) nel 1979 dopo che un incendio causato da sigarette nel suo distretto ha ucciso una famiglia di sette persone; il senatore della California Alan Cranston ha scritto un disegno di legge del Senato corrispondente.
Per prevenire la legislazione che impone l'inclusione di caratteristiche di sicurezza antincendio nelle sigarette, l'US Tobacco Institute ha finanziato un programma educativo sulla prevenzione degli incendi parallelamente alla campagna Fighting Fire with Firemen.
Nel 2000 New York ha approvato la prima legge statale che richiedeva l'introduzione di sigarette che hanno una minore probabilità di provocare un incendio, con infiammabilità valutata da E 2187. Nel 2006 altri quattro stati avevano approvato leggi sul modello di New York: Vermont, New Hampshire, California e Illinois. La National Fire Protection Association decise di finanziare la Fire Safe Cigarette Coalition per accelerare questo movimento di base.
Dal 1982 quindici azioni legali sono state intentate per morti e feriti causati da incendi di sigarette. La prima causa legale di successo ha portato a un accordo per un bambino gravemente ustionato in un incendio automobilistico presumibilmente causato da una sigaretta.
Andrew McGuire, un sopravvissuto alle ustioni, si è reso protagonista di molte campagne contro le ustioni provocate da incendi di sigaretta.
A partire dal 26 agosto 2011, tutti i 50 stati e il Distretto di Columbia avevano approvato una legislazione statale modellata sul disegno di legge originale di New York, che imponeva la vendita di sigarette che non provocano incendi.

### Canada
Il 1º ottobre 2005 il Canada è diventato il primo paese ad implementare uno standard nazionale di sicurezza antincendio delle sigarette. La legge richiede che tutte le sigarette prodotte o importate in Canada debbano bruciare per tutta la loro lunghezza non più del 25% delle volte se testate utilizzando il metodo internazionale ASTM E2187-04, metodo di prova standard per la misurazione della forza di accensione delle sigarette. La legge si basa sulla legislazione dello Stato di New York. Ogni anno in Canada gli incendi provocati dalle sigarette uccidono circa 70 persone e causano 300 feriti, secondo uno studio condotto dalla Canadian Association of Fire Chiefs.

### Europa
Ogni anno in Europa le sigarette causano circa 30.000 incendi con un bilancio di 1.000 vittime e 4.000 feriti. Il 30 novembre 2007, 27 stati dell'UE hanno approvato una proposta della Commissione europea per richiedere all'industria del tabacco di utilizzare carta ignifuga in tutte le sigarette. Il Comitato europeo per la standardizzazione ha affermato che questi tipi di prodotti sarebbero universalmente disponibili. Nel novembre 2010, il comitato della direttiva sulla sicurezza generale dei prodotti (GPSD) della Commissione europea ha approvato lo standard e ha raggiunto il consenso che l'applicazione dello standard sarebbe iniziata "a circa 12 mesi dalla sua pubblicazione da parte del CEN" (intorno al 17 novembre 2011), con pubblicazione del riferimento alla norma nella Gazzetta Ufficiale dell'Unione Europea. Lo standard è stato implementato in quella data.
Nel Regno Unito una proposta per vietare le sigarette "vecchio stile" al fine di implementare un'alternativa antincendio è stata abbandonata in quanto inclusa nella direttiva UE.
Il membro del Parlamento della Scozia occidentale Stewart Maxwell è stato a lungo un sostenitore delle "sigarette antincendio" e ha chiesto alla Scozia di assumere un ruolo guida nello sviluppo di uno standard europeo. Maxwell ha costantemente invitato il governo scozzese a usare la sua influenza per esercitare pressioni sul governo britannico affinché garantisca l'introduzione di "sigarette più sicure per il fuoco" il prima possibile.

### Australia
In Australia si stima che circa 14 persone muoiono ogni anno a causa di incendi legati alle sigarette. Il governo ha accettato la proposta di FSC. Nel 2010 le aziende produttrici di sigarette cambiarono i loro prodotti per garantire che le sigarette si auto-estinguessero più rapidamente prima che i regolamenti nuovi entrassero in vigore nel marzo 2010.

### Risposta delle aziende produttrici di tabacco
Nel 2000 Philip Morris USA ha introdotto la sigaretta Merit "ignifuga", con due fasce di carta più spesse per rallentare la combustione. Nello stesso anno, la società ha ricevuto centinaia di reclami sulla qualità di questo nuovo prodotto. Per aver nascosto informazioni sul pericolo di incendio dei propri prodotti, il Dipartimento di Giustizia degli Stati Uniti ha intentato una causa contro Philip Morris USA. Nell'ottobre 2007, RJ Reynolds Tobacco Company (RJR) ha affermato che entro la fine del 2009 avrebbe venduto FSC solo negli Stati Uniti.

## Multinazionali e marchi internazionali
Il mercato mondiale del tabacco è dominato da 4 grandi multinazionali e dall'azienda di stato cinese:
- 40 %  China National Tobacco: Hongtashan;
- 16 %  Altria Group: Marlboro, Merit, Chesterfield, Philip Morris, L&M, Parliament, Virginia Slims, Multifilter, Muratti, HEETS;
- 13 %  British American Tobacco: Dunhill, Kent, Lucky Strike, MS, Pall Mall, Rothmans e altre;
- 11 %  Japan Tobacco: Camel, Winston, Mild Seven, Benson & Hedges, Silk Cut, Sobranie, Glamour e LD;
- 6 %  Imperial Brands (include Reemtsma e Altadis): Davidoff, West e Gauloises.

## Strategie commerciali
Nel 1994 il chimico Jeffrey Wigand ex dipendente pentito della multinazionale Brown & Williamson decide di denunciare tutti i tentativi dell'industria di negare la dannosità del tabacco, e si rivolge al famoso giornalista Lowell Bergman che esce con un articolo esplosivo su Vanity Fair, le amare vicissitudini dei due protagonisti verranno poi raccontate nel film Insider - Dietro la verità con Al Pacino.
Nel 2019 la giornalista svizzera Marie Maurisse, ha smascherato la pratica dei doppi standard di alcune aziende con sede in Svizzera per cui le sigarette destinate all'esportazione contengono molto più catrame.

## La sigaretta elettronica

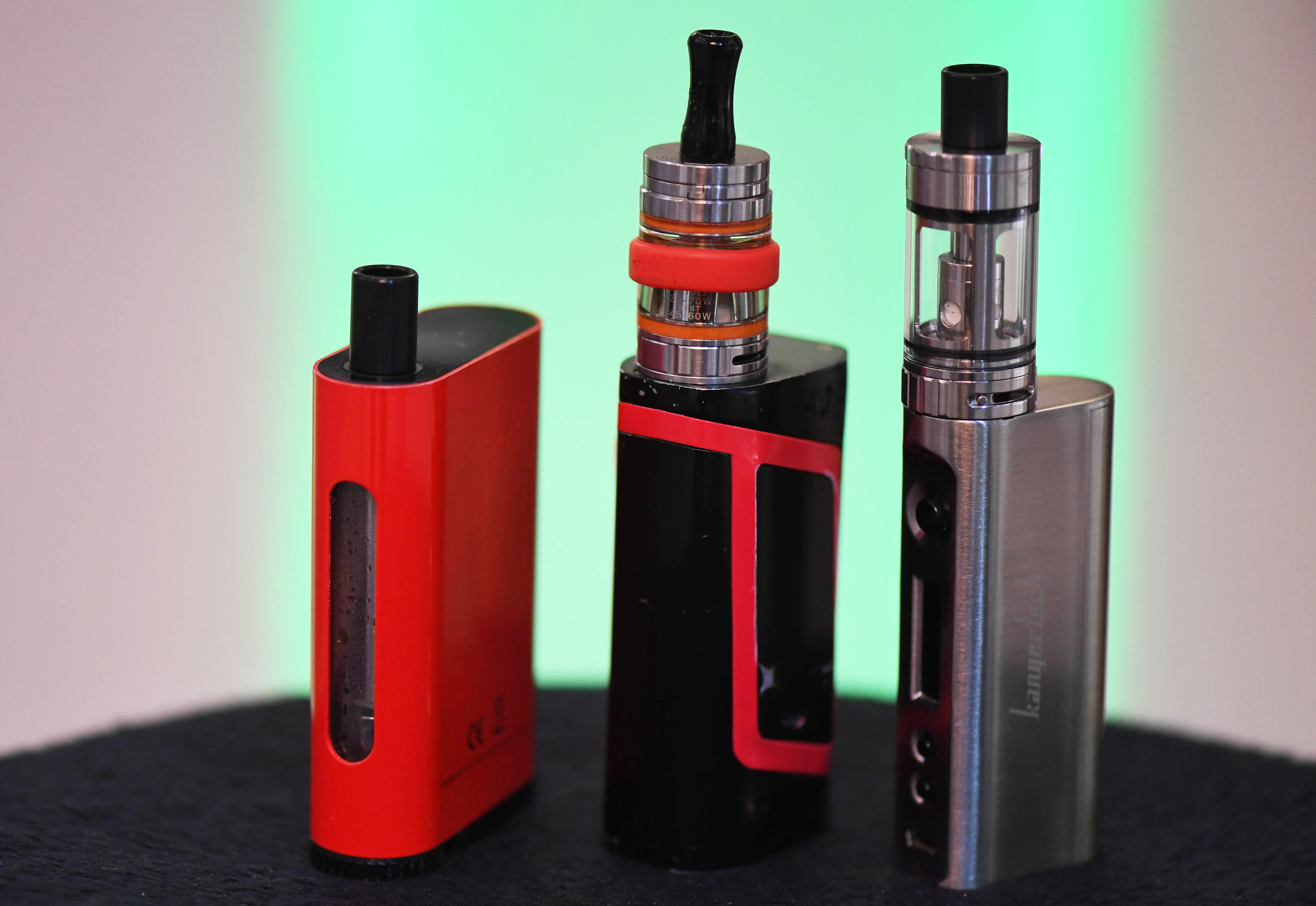
3 sigarette elettroniche

A partire dagli anni 2000, si è diffuso l'uso della sigaretta elettronica come alternativa a quella tradizionale. La sigaretta elettronica è un apparecchio elettronico dotato di un vaporizzatore e di un liquido che viene vaporizzato dalla stessa.
La sigaretta elettronica, non essendo basata su fenomeni di combustione, non determina l'inalazione di tutte le sostanze cancerogene che si sprigionano nella combustione del tabacco e della carta. Il mondo scientifico ha adottato fino ad a un atteggiamento cauto sugli effetti delle sigarette elettroniche, ma esistono comunque studi rassicuranti: recentemente i Cardiologi Europei hanno dichiarato che la sigaretta elettronica non arreca danni al cuore, inoltre, uno studio condotto dall'Università degli Studi di Catania non esclude che la sigaretta elettronica possa essere di aiuto a chi vuole smettere di fumare: rispetto ad altri metodi, infatti, permette di mantenere la gestualità delle sigarette tradizionali oltre ad evitare crisi di astinenza. Non essendoci un pronunciamento chiaro del mondo scientifico, i legislatori hanno preferito mantenere una linea di cautela, e nella maggior parte dei Paesi le sigarette elettroniche sono soggette alle stesse limitazioni di vendita e uso a carico delle normali sigarette.